# Mírová smlouva v Traventhalu 1700
Mírová smlouva v Traventhalu (švédsky Freden i Traventhal), která byla podepsána 7.jul./ 18. srpna 1700greg., ukončila válečný stav Království Dánska a Norska, které bojovalo s vévodstvím Schleswig-Holstein-Gottorp a Švédskem na začátku severní války (1700 až 1721). Dánsko zaútočilo na vévodství Holstein, které bylo částí vévodství Šlesvicka a Holštýnska a kterému vládli vévodové ze Šlesvicka-Holštýnska-Gottorpu. Ostatní části vévodství ovládali dánští králové.
Smlouva byla podepsána 8. srpna 1700 (podle tehdy platného švédského kalendáře) na zámku Traventhal v dnešním okrese Segeberg ve Šlesvicku-Holštýnsku. Švédsko pokračovalo v boji proti ostatním protivníkům.

## Pozadí
Velká severní válka začala útokem saských vojsk Augusta II. Silného v únoru 1700 na pevnost Daugavgrīva a město Rigu v Livonsku a útokem dánských vojsk Frederika IV. v březnu 1700 na vévodství Holstein, které bylo od roku 1698 svázáno se Švédskem sňatkem vévody Fridricha IV. a Hedviky Sofie, dcery švédského krále Karla XI.
Švédsko vyjednalo podporu námořních mocností (Nizozemska a Spojeného království) proti dánskému útoku na Holstein-Gottorp. Takový útok byl v rozporu s Altonskou úmluvou z roku 1689, jejímiž ručiteli byly námořní mocnosti. Ty se navíc připravovaly na počínající válku o španělské dědictví, a postavily se proto proti další válce v Baltském moři. Za pomoci nizozemského a britského námořnictva vylodila švédská flotila poblíž Kodaně švédské vojsko v počtu 10 000 mužů. Dánský a norský král Frederik IV., překvapený a neschopný ubránit svoje území, musel uzavřít mír. 
Po mírové smlouvě v Traventhalu námořní mocnosti stáhly svá plavidla a daly jasně najevo, že upřednostňují mír a nemají zájem na tom, aby Švédsko rozdrtilo a anektovalo Dánsko.

## Smlouva
Dánsko opustilo velkou severní válku a zavázalo se, že se nebude zapojovat do budoucích ozbrojených konfliktů se Švédskem.
- Článek 1: Vzájemná amnestie pro všechny zúčastněné.
- Článek 2: Potvrzení předchozích smluv (1533, 1623, 1658, 1660, 1679, 1689, 1697).
- Článek 3: Pokračování předchozí společné vlády vévodství Šlesvicka a Holštýnska a podmínky pro ni.
- Článek 4: Rovnost obou částí země, také pro jejich vládce.
- Článek 5: Národní obrana v případě společného ohrožení. Národní obrana v případě ohrožení části země. Právo na obranu. Právo na stavbu opevnění. Omezení počtu dánských vojáků. Rozmístění vojska a průchod územím.
- Článek 6: Splnění smlouvy z Altony do 6 týdnů.
- Článek 7: Vztahy s městem Glückstadt.
- Článek 8: Vztahy s městem Glückstadt, pokud jde o katedrálu v Lübecku.
- Článek 9: Platba 260 000 říšských tolarů z Dánska pro Gottorp a způsob platby.
- Článek 10: Výměna míst, která působily neshody.
- Článek 11: Osvobození obchodníků Šlesvicko-Holštýnsko-Gottorpsko v kanceláři Tondernu od královských poplatků.
- Článek 12: Odstranění opevnění na ostrově Grevenhoff před přístavem Hamburk.
- Článek 13: Zahrnutí ručitelů uspořádání smlouvy z Altony do smlouvy. Žádný další útok Dánska na Švédsko nebo hannoverská území.
- Článek 14: Panovníci a ostatní ručitelé smlouvy z Altony by měli také zaručit tuto smlouvu.
- Článek 15: Ratifikace bude provedena do sedmi dnů.

Smlouvu podepsali Johann Hugo von Lente a Christoph von Blome na dánské straně a dále Magnus von Wedderkop a jeho švagr Johann Ludwig von Pincier, dvorní rádce a kancléř na straně Schleswig-Holstein-Gottorp.

## Důsledky
V době podepisování smlouvy v Travendalu vojenská kampaň saského Augusta II. Silného ve švédském Livonsku nepřinesla výsledky, nedokázal obsadit Rigu ani získat podporu místní šlechty. Ruské síly navíc ještě nevstoupily do války, protože je svazovala probíhající rusko-turecká válka, dokud ji v červenci 1700 Konstantinopolský mír neukončil. Ruský car Petr Veliký poté pochodoval se svými vojsky směrem ke švédské Ingrii, jak bylo dohodnuto ve Smlouvě v Preobraženskom. 
Jakmile bylo Dánsko mimo válku, švédský král Karel XII. zamířil z Dánska do svých pobaltských provincií, kde se postavil tamním saským jednotkám. V roce 1706 ve Smlouvě z Altranstädtu  ukončilo boje i Sasko–Polsko. Převaha Švédska se změnila až v roce 1709, kdy zbývající protivník, ruský panovník Petr Veliký dokázal porazit švédskou armádu v Poltavě a švédský král ustoupil do Moldavska v Osmanské říši.
Panovníci Dánska a Saska poté zrušili svoje závazky ze smluv v Travendalu a Altranstädtu a znovu vstoupili do války. Boje ukončila až Nystadská smlouva v roce 1721.

## Panovníci

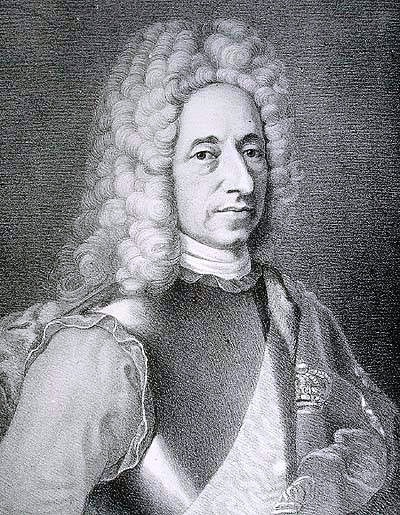
Frederik IV. Dánský
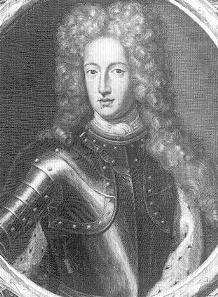
Fridrich IV. Holštýnsko-Gottorpský
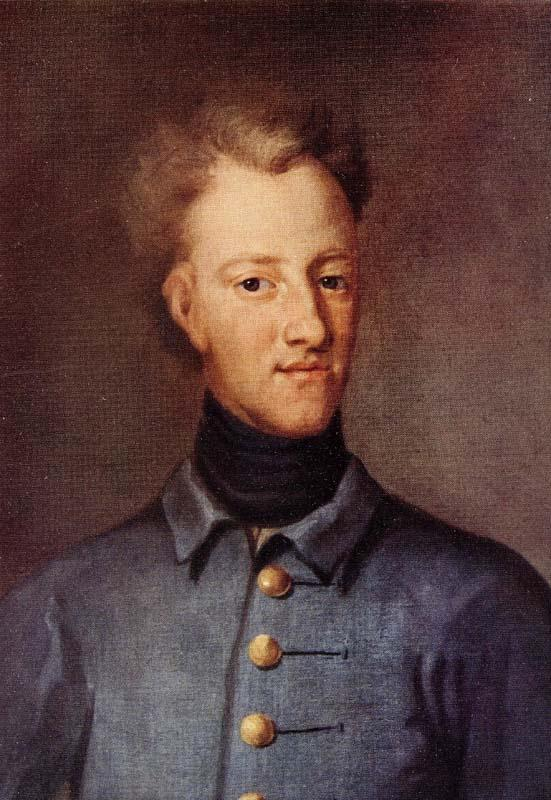
Karel XII., švédský král